# Антипозитивізм
Антипозитивізм у соціальних науках (також інтерпретативізм, негативізм, антинатуралізм) — це теоретичний погляд, за яким соціальну реальність неможливо досліджувати методами, які використовують у природничих науках, і натомість необхідна інша епістемологія. Основою цього є думка, що поняття та мова, яку дослідники використовують у своїй роботі, впливає на їхнє сприйняття досліджуваного соціального світу.
Антипозитивізм розвинувся серед дослідників, незадоволених постпозитивізмом, теорії якого вони вважали надто узагальненими та неточними для відображення нюансів та різноманітності людської взаємодії. Так, на їхню думку, оскільки неможливо повністю виключити цінності та погляди самих дослідників, то вивчення людей іншими людьми не може дати об'єктивних висновків. Таким чином, замість того, щоб шукати об'єктивний погляд, інтерпретативісти шукають висновки в суб'єктивному досвіді індивідів, що беруть участь у соціальній взаємодії. Багато дослідників-інтерпретаторів занурюються в соціальний контекст, який вони вивчають, прагнучи зрозуміти та сформулювати теорії про спільноту чи групу осіб, спостерігаючи за ними зсередини. Інтерпретативізм — це індуктивна практика, на яку вплинули такі філософські основи, як герменевтика, феноменологія та символічний інтеракціонізм. Інтерпретаційні методи використовуються в багатьох областях соціальних наук, зокрема в історії, соціології, політології, антропології та ін.